# Paprykarz szczeciński

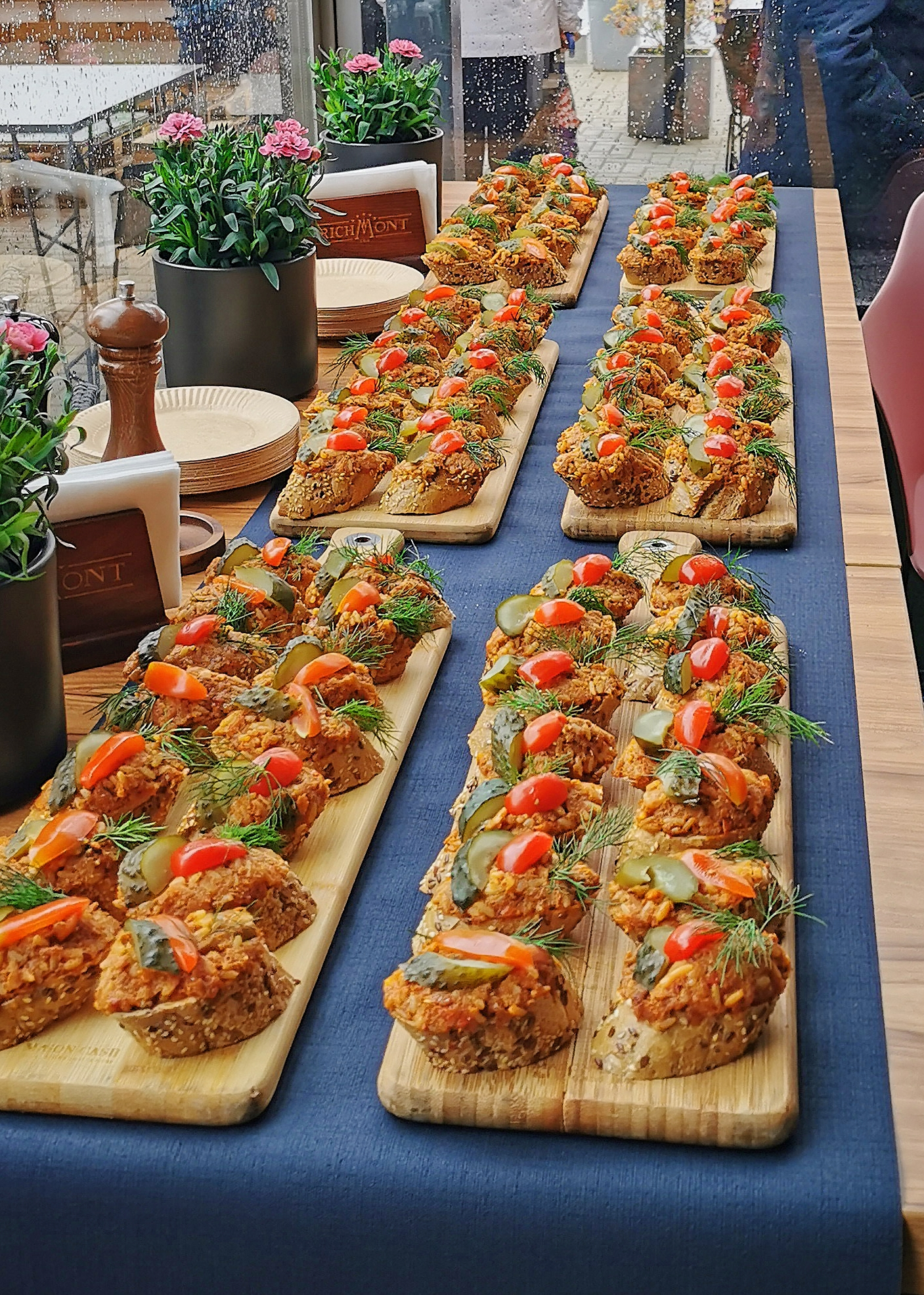
Kanapki z paprykarzem szczecińskim

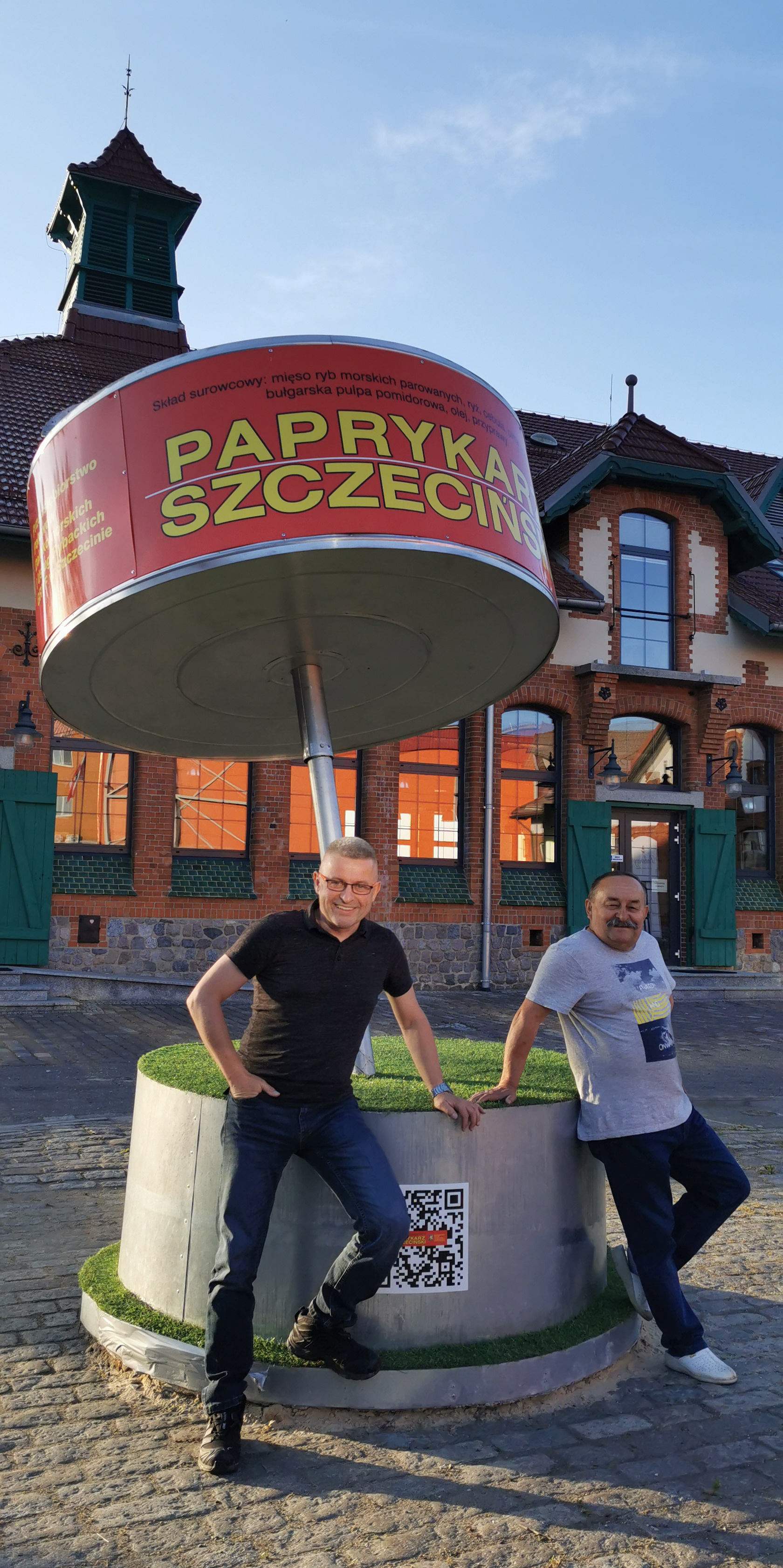
Twórcy instalacji pomnika paprykarza szczecińskiego - Bogusław Dydek i Jacek Jastrzębski

Paprykarz szczeciński – konserwowe zmielone mięso rybie (zwykle stanowi 40% paprykarza) z ryżem, cebulą, koncentratem pomidorowym, w oleju roślinnym, z dodatkiem przypraw i soli.

## Historia
Paprykarz szczeciński został opracowany w połowie lat 60. XX w. przez pracowników laboratorium PPDiUR Gryf ze Szczecina na zlecenie szefa produkcji Wojciecha Jakackiego. Paprykarz szczeciński był wynikiem pomysłu racjonalizatorskiego na zagospodarowanie odpadów po wykrawaniu kostki rybnej z zamrożonych bloków rybnych. Pierwowzorem paprykarza szczecińskiego była afrykańska potrawa Tiep bou dienn Sénégalais, której smakiem zachwycili się technolodzy z polskich statków-chłodni do połowów dalekomorskich podczas pobytu w portach u wybrzeży Afryki Zachodniej na początku lat 60.
Poza mięsem (uzyskiwanym ze ścinków powstałych przy krojeniu zamrożonych bloków rybnych w kostki) w ilości 50% zawartości puszki konserwowej z różnych gatunków afrykańskich ryb (m.in. gowik), w pierwotnym oryginalnym paprykarzu szczecińskim była pulpa pomidorowa sprowadzana z Bułgarii i Węgier, ostra afrykańska papryczka pima, warzywa i przyprawy. Pierwsze puszki paprykarza zeszły z taśmy produkcyjnej Gryfa w 1967 r. 1 grudnia 1968 r. szczecińska puszka paprykarza otrzymała znak jakości Q.
Paprykarz szczeciński eksportowano do 32 krajów. W Kolumbii podrobiono paprykarz szczeciński i produkowano podobny wyrób, m.in. również na eksport do krajów sąsiednich. Po utracie przez Polskę łowisk afrykańskich do paprykarza trafiał atlantycki mintaj i miruna, a w latach 80. błękitek falklandzki (niechętnie przyjmowany wśród konsumentów ze względu na znaczne i powszechne skażenie tej ryby pasożytem Kudoa alliaria występującym w mięśniach, a przypominającym ziarna ryżu, które są w paprykarzach).
Podczas kryzysu gospodarczego w Polsce Ludowej paprykarz często nie spełniał wymogu pierwotnej normy zawartości 50% mięsa rybiego, a poza mięsem rybim trafiały do niego odpady: łuski, fragmenty płetw, ości, głowy i kręgosłupy rybie. Istniała również wersja paprykarza z kaszą pęczak zamiast ryżu. Od początku lat 90. XX w. paprykarz szczeciński nie jest produkowany w Szczecinie. Nazwa „paprykarz szczeciński” nie była zastrzeżona, dlatego podobne wyroby rybne pod tą nazwą produkuje wiele różnych firm na terenie kraju.
Pod koniec lipca 2010 marszałek województwa zachodniopomorskiego zwrócił się do Ministerstwa Rolnictwa o wpisanie paprykarza szczecińskiego na listę produktów tradycyjnych i tym samym pojawiła się szansa na zakończenie batalii o odzyskanie przez Szczecin praw do wyrobu. 22 grudnia 2010 paprykarz stał się produktem tradycyjnym.
2 października 2020, na szczecińskiej Łasztowni na placu Gryfitów przy ulicy Władysława IV, odsłonięto pomnik „Paprykarza Szczecińskiego” zaprojektowany przez Bogusława Dydka. Z polecenia Miejskiego Konserwatora Zabytków instalacja została zdemontowana w połowie grudnia tego samego roku, jednakże ma wrócić w to samo miejsce jako niestała ozdoba, wystawiana tylko w sezonie letnim.
Instalacja – pomnik Paprykarza Szczecińskiego wrócił na stałe jako całoroczna atrakcja turystyczna na Plac Gryfitów na Łasztowni w Szczecinie.